# Моріс Алле
Морі́с Алле́ (фр. Maurice Félix Charles Allais; 31 травня 1911, Париж — 9 жовтня 2010, Сен-Клу) — французький економіст.
Закінчив Вищу Національну гірську школу в Парижі; професор економічного аналізу там же. Доктор технічних наук (Ing. Dr.) Паризького університету. Викладав в університеті Париж X — Нантер з 1970 по 1985.
Лауреат Нобелівської премії з економіки 1988 р. «За внесок у теорію ринків і ефективного використання ресурсів».
Іменем Моріса Алле названо парадокс з теорії прийняття рішень.

## Біографія
Народився Моріс Алле в родині дрібного підприємця. Його батько брав участь у Першій світовій війні й загинув у німецькому полоні. Хлопчику було тоді всього 4 роки.
Алле закінчив Політехнічну школу (X1931), в 1936 році — Гірничий інститут у Парижі. У той час його цікавила історія та фізика. Проте вже в 1940-х роках він захоплюється економікою і займається аналізом економічних проблем, зокрема, проблеми поєднання економічної ефективності та справедливості у розподілі доходів. І саме за роботу на цю тему ("У пошуках економічної дисципліни ", 1943) Алле був удостоєний Нобелівської премії. У 1944 році молодий економіст Алле починає вести курс з економічної теорії в Гірничому інституті, де займається все тієї ж темою. «Я намагався переосмислити роль економічної свободи та ринкової економіки з точки зору пошуку ефективності і досягнення етичних цілей», — писав він.
Пізніше Алле починає викладати в Паризькому університеті (1944—1968 роки). Одночасно проводить велику кількість наукових проектів у Національному центрі наукових досліджень і в Центрі економічного аналізу, який очолює з 1946 року. У 1967—1970 роках викладає в Інституті міжнародних досліджень у Женеві; в 1958—1959 роках як гостьовий професор працює в Центрі імені Томаса Джефферсона в університеті штату Вірджинія в США, а в 1970—1985 знову в Паризькому університеті.

## Основні твори
- "Економічне зростання та інфляція " (Growth and Inflation, 1969);
- "Імпорт капіталу і грошова реформа " (L'import sur le capital et la réforme monétaire, 1976).